# David Blankenhorn
Pour les articles homonymes, voir Blankenhorn.
David Blankenhorn, né à Jackson dans l’État du Mississippi, en 1955, est le fondateur et le président de l'Institute for American Values (en) et l'auteur de Fatherless America et The Future of Marriage.
En 2012, le magazine anglo-saxon Foreign Policy le sélectionne parmi les cent intellectuels les plus influents.

## Biographie
Blankenhorn a reçu un Baccalauréat universitaire en Études Sociales, magna cum laude, de l'Université Harvard en 1977, ; il a également obtenu une maîtrise avec distinction en Histoire Sociale Comparative de l'Université de Warwick à Coventry,.

## Fatherless America
Son ouvrage le plus vendu paraît en 1994. David Blankenhorn y pointe les risques de l'émergence d'une "culture sans autorité paternelle" (culture of fatherlessness), soutenue par la croyance grandissante que la paternité n'est pas une fonction nécessaire. Il relie notamment l'absence de cette figure d'autorité à l'augmentation des violences masculines.

## Ouvrages
- New York's Promise: Why Sponsoring Casinos is a Regressive Policy Unworthy of a Great State, 2013
- Thrift: A Cyclopedia, 2008
- The Future of Mariage, 2007
- Fatherless America: Confronting Our Most Urgent Social Problem, 1994